# Mihkel Aksalu
Mihkel Aksalu , estonski nogometaš, * 7. november 1984.
Mihlel je bil rojen na Estonskem otoku Saaremaa v mestu Kuressaare z 13.000 prebivalci ,ki leži 220 km jugozahodno od glavnega mesta (Talin). Mihkel je estonski nogometni reprezentant, ki igra na poziciji vratarja. Od aprila 2021 je član estonskega prvoligaškega kluba Paide Linnameeskond. 